# James Ferguson (antropólogo)
James Ferguson (16 de junio de 1959-14 de febrero de 2025) fue un antropólogo estadounidense. Conocido por su trabajo en la política y la antropología del desarrollo internacional, específicamente por su postura crítica (crítica del desarrollo). 

## Biografía
Fue presidente del Departamento de Antropología de la Universidad de Stanford. Su obra más conocida es su libro, The Anti-Politics Machine. Obtuvo su B.A. en antropología cultural por la Universidad de California, Santa Bárbara, y un M.A. y Ph.D. en antropología social por la Universidad de Harvard.

## Publicaciones seleccionadas
- 2015, Give a Man a Fish. Duke University Press
- 2010, The Uses of Neoliberalism. Antipode, volumen 41, supplemento 1, 2010.
- 2006, Global Shadows: Africa in the Neoliberal World Order, Duke University Press.
- 1999, Expectations of Modernity: Myths and Meanings of Urban Life on the Zambian Copperbelt, University of California Press.
- 1997, Editor, Anthropological Locations: Boundaries and Grounds of a Field Science (con Akhil Gupta), Univ. of California Press.
- 1997, Editor, Culture, Power, Place: Explorations in Critical Anthropology (con Akhil Gupta), Duke University Press.
- 1994, The Anti-Politics Machine: 'Development,' Depoliticization, and Bureaucratic Power in Lesotho, Cambridge University Press.